# Letty Demmers-van der Geest
A.M. (Letty) Demmers-van der Geest (Ermelo, 8 augustus 1952) is een Nederlandse voormalige D66-politica en bestuurster.

## Levensloop
Demmers studeerde scheikunde en biologie, maar heeft deze niet voltooid. Ze volgde opleidingen op het gebied van makelaardij, assurantiën, openbaar bestuur, rampenbestrijding en mediation (NMI-geregistreerd). 
Demmers was van 1975 tot 1977 salesmanager bij Teener Twen Tours en van 1977 tot 1980 managementassistent bij Necomin. Demmers was wethouder van Bergen op Zoom. Voor haar benoeming als wethouder was ze gemeenteraadslid/fractievoorzitter namens D66 in Bergen op Zoom en van 1984 tot 1994 directeur-eigenaar van Rentra Adviesgroep, een bedrijf in makelaardij, assurantiën en hypotheken. Per 1 januari 1997 werd ze benoemd tot burgemeester van de net gevormde gemeente Reusel-De Mierden.
In 2002 haalde ze met een sollicitatie voor het burgemeesterschap van Best de landelijke pers nadat de gemeenteraad had besloten een referendum te houden over de voordracht van de nieuwe burgemeester. Zij versloeg de andere kandidaat, PvdA'er Karel Loohuis, en zodoende is zij de eerste gekozen burgemeester van Nederland.
Per 1 januari 2009 legde ze haar burgemeesterschap in Best neer en ging zij aan de slag bij de regiopolitie Zeeland. In september 2009 werd zij korpschef van de regiopolitie Zeeland, waar zij met Els Brekelmans (plaatsvervangend korpschef) de korpsleiding vormde. Ze volgde daarmee Fup Goudswaard op, die in 2008 vertrok.
Vanaf oktober 2013 was Demmers tweeënhalf jaar waarnemend burgemeester van Vlissingen. Op 2 oktober 2017 is ze beëdigd als waarnemend burgemeester van Veldhoven. In juli 2018 werd bekendgemaakt dat er verkiezingen plaats zullen vinden voor de partijvoorzitter van D66. Demmers heeft zich niet verkiesbaar gesteld en op 6 oktober 2018 nam ze tijdens een partijcongres afscheid. Ze werd opgevolgd door Anne-Marie Spierings.
In november 2018 is Demmers benoemd tot waarnemend burgemeester van Noord-Beveland met ingang van 27 november 2018 waar ze haar opvolger in Veldhoven Marcel Delhez vervangt. Op 24 oktober 2019 werd Loes Meeuwisse door de gemeenteraad van Noord-Beveland voorgedragen als burgemeester. Zij startte op 18 december 2019.
Na de gemeenteraadsverkiezingen van 2022 werd Demmers opnieuw gemeenteraadslid van Bergen op Zoom. Op 24 mei 2022 werd zij er namens D66 wethouder van Cultuur en erfgoed, Handhaving Omgevingswet, Sport, Vastgoed, Volksgezondheid, Participatie en is zij projectwethouder Woningbouw Westersingel en 2e locoburgemeester. Op 1 april 2025 droeg ze haar functie over aan fractiegenoot Berend Doedens.
Naast haar nevenfuncties ambtshalve is Demmers eigenaar van A.M. Demmers (organisatieadviesbureau), rijksbestuur en lid van het algemeen bestuur van het Brabants Historisch Informatie Centrum (BHIC) ’s-Hertogenbosch, lid van de MarkieZaatSkamer Bergen op Zoom en voorzitter van de Stichting World Peace Flame gemeente Vlissingen.
Demmers is getrouwd en heeft drie kinderen.
- Parlement.com: vjxbd2ypedzm